# Cortuluá
Corporación Club Deportivo Tuluá, vaak kortweg aangeduid als Cortuluá, is een Colombiaanse voetbalclub uit Tuluá. De club werd opgericht op 16 oktober 1967.
De thuiswedstrijden worden gespeeld in het Estadio Doce de Octubre. Cortuluá, bijgenaamd El Equipo Corazón, won tweemaal de titel in de Categoría Primera B (1993 en 2009), waardoor de club promoveerde naar de hoogste afdeling, de Categoría Primera A. Cortuluá nam in het seizoen 2002 deel aan de strijd om de Copa Libertadores.

## Geschiedenis
Opgericht in 1967, promoveerden zij naar de Categoría Primera A in 1993. In zijn eerste jaren in de eerste divisie bleef het in de middenmoot tot 2001, toen het zich kwalificeerde voor de Copa Libertadores, de eerste keer dat een gepromoveerd team dat nog nooit in de eerste divisie had gespeeld, zich kwalificeerde voor een internationale competitie. Cortuluá degradeerde naar de Categoría Primera B in het 2004 seizoen.
In 2006 stelde het Amerikaanse ministerie van Financiën dat Cortuluá fungeerde als dekmantel voor een van de grootste drugsbaronnen van Colombia. De club zou een van de tien bedrijven zijn die opereerden namens Carlos Alberto Rentería, een van de leiders van het invloedrijke Norte del Valle-kartel in Colombia. De Amerikaanse autoriteiten verboden alle commerciële banden met Cortuluá en bevolen dat eventuele clubtegoeden bevroren zouden worden. De club werd in mei 2012 door het Amerikaanse ministerie van Financiën vrijgelaten en kon opnieuw zakenrelaties aanknopen en sponsoring verkrijgen.
Cortuluá keerde in 2010 terug naar de hoogste klasse, nadat het het jaar daarvoor promotie had gewonnen. Hun verblijf zou echter van korte duur zijn als gevolg van een slecht seizoen, waarin ze aan het eind van het seizoen naar de tweede divisie zakten.
Pas in 2015 zou El Equipo Corazón terugkeren na het winnen van een speciale promotie quadrangular. Het team speelde drie seizoenen in de hoogste vlucht tot degradatie in 2017. In 2021 zou de ploeg promoveren naar de hoogste divisie na het winnen van hun groep en een plaats in de finale.

## Erelijst
- Categoría Primera B (2)

1993, 2009

## Bekende (oud-)spelers
- Faustino Asprilla
- Víctor Bonilla
- Rafael Dudamel
- Mayer Candelo
- Diego Gómez

- Héctor Hurtado
- Edison Mafla
- Leonardo Mina Polo
- Johnnier Montaño
- Tressor Moreno

- Álvaro Peña
- Rubiel Quintana
- Hamilton Ricard
- Néstor Salazar
- Mario Yepes

## Trainer-coaches
- Reinaldo Rueda (1994–1997)